# محمود سعيد سليم
محمود سعيد سالم السيد المعروف أيضًا بلقب جيمس (محمود سعيد سالم؛ وُلد عام 1947) هو لاعب كرة قدم سوداني سابق، اشتهر بلعبه في مركز الظهير الأيمن، ولعب دوليًا مع المنتخب السوداني، وشارك في عدة بطولات قارية ودولية، من بينها أولمبياد ميونيخ 1972.
حصل على لقب "جيمس" من شقيقته، بسبب شغفه بالسينما، وخصوصًا أفلام جيمس بوند، حيث كان يحرص على متابعتها باستمرار، مما جعل اللقب يلازمه طوال مسيرته الرياضية.
بدأ مسيرته مع نادي التحرير في الخرطوم بحري، قبل أن ينتقل للاحتراف في الإمارات مع نادي أبوظبي (حاليًا نادي الوحدة).
شارك مع منتخب السودان في كأس الأمم الأفريقية 1970، وهي البطولة التي تُوج بها السودان باللقب القاري لأول مرة في تاريخه، كما كان أحد عناصر الفريق المشارك في كأس الأمم الأفريقية 1972 في الكاميرون، بالإضافة إلى أولمبياد 1972 في ميونيخ.

## المشاركات الدولية
شارك مع المنتخب السوداني في البطولات التالية:
- كأس الأمم الأفريقية 1970
- كأس الأمم الأفريقية 1972
- دورة الألعاب الأولمبية الصيفية 1972

## وصلات خارجية
- قائمة لاعبي منتخب السودان في 1970 – موقع 11v11.com
- نتائج كرة القدم في أولمبياد 1972 – موقع todor66.com